# Narciarstwo dowolne na Zimowych Igrzyskach Olimpijskich 2018
Narciarstwo dowolne na Zimowych Igrzyskach Olimpijskich 2018 – jedna z dyscyplin rozgrywanych podczas igrzysk w dniach 9–23 lutego 2018 w Bokwang Phoenix Park w Pjongczangu, w Korei Południowej. Zawody odbyły się w dziesięciu konkurencjach: skokach akrobatycznych, jeździe po muldach, skicrossie, halfpipie oraz slopestyle’u kobiet i mężczyzn.

## Kwalifikacje
Żeby zakwalifikować się na igrzyska, zawodnik musiał być przynajmniej raz w najlepszej 30 Pucharu Świata 2016/2017 lub na mistrzostwach świata w 2017 roku w danej konkurencji. Musiał uzyskać także wymaganą liczbę punktów FIS.

## Terminarz
Oficjalny terminarz igrzysk.
| Data      | Godzina                         | Konkurencja                                | Mistrz IO 2014          |
| --------- | ------------------------------- | ------------------------------------------ | ----------------------- |
| 9 lutego  | 10:00 (UTC+09:00) / 2:00 (CET)  | Jazda po muldach kobiet (kwalifikacje)     |                         |
| 9 lutego  | 11:45 (UTC+09:00) / 3:45 (CET)  | Jazda po muldach mężczyzn (kwalifikacje)   |                         |
| 11 lutego | 19:30 (UTC+09:00) / 11:30 (CET) | Jazda po muldach kobiet (finał)            | Justine Dufour-Lapointe |
| 12 lutego | 19:30 (UTC+09:00) / 11:30 (CET) | Jazda po muldach mężczyzn (finał)          | Alexandre Bilodeau      |
| 15 lutego | 20:00 (UTC+09:00) / 12:00 (CET) | Skoki akrobatyczne kobiet (kwalifikacje)   | Ałła Cuper              |
| 16 lutego | 20:00 (UTC+09:00) / 12:00 (CET) | Skoki akrobatyczne kobiet (finał)          | Ałła Cuper              |
| 17 lutego | 10:00 (UTC+09:00) / 2:00 (CET)  | Slopestyle kobiet (kwalifikacje)           | Dara Howell             |
| 17 lutego | 13:00 (UTC+09:00) / 5:00 (CET)  | Slopestyle kobiet (finał)                  | Dara Howell             |
| 17 lutego | 20:00 (UTC+09:00) / 12:00 (CET) | Skoki akrobatyczne mężczyzn (kwalifikacje) |                         |
| 18 lutego | 10:00 (UTC+09:00) / 2:00 (CET)  | Slopestyle mężczyzn (kwalifikacje)         | Joss Christensen        |
| 18 lutego | 13:15 (UTC+09:00) / 5:15 (CET)  | Slopestyle mężczyzn (finał)                | Joss Christensen        |
| 18 lutego | 20:00 (UTC+09:00) / 12:00 (CET) | Skoki akrobatyczne mężczyzn (finał)        | Anton Kusznir           |
| 19 lutego | 10:00 (UTC+09:00) / 2:00 (CET)  | Halfpipe kobiet (kwalifikacje)             | Maddie Bowman           |
| 20 lutego | 10:30 (UTC+09:00) / 2:30 (CET)  | Halfpipe kobiet (finał)                    | Maddie Bowman           |
| 20 lutego | 13:00 (UTC+09:00) / 5:00 (CET)  | Halfpipe mężczyzn (kwalifikacje)           |                         |
| 21 lutego | 11:30 (UTC+09:00) / 3:30 (CET)  | Skicross mężczyzn (kwalifikacje)           | Jean Frédéric Chapuis   |
| 21 lutego | 13:15 (UTC+09:00) / 5:15 (CET)  | Skicross mężczyzn (finał)                  | Jean Frédéric Chapuis   |
| 22 lutego | 11:30 (UTC+09:00) / 3:30 (CET)  | Halfpipe mężczyzn (finał)                  | David Wise              |
| 23 lutego | 11:30 (UTC+09:00) / 3:30 (CET)  | Skicross kobiet (kwalifikacje)             | Marielle Thompson       |
| 23 lutego | 13:15 (UTC+09:00) / 5:15 (CET)  | Skicross kobiet (finał)                    | Marielle Thompson       |

## Medaliści
| Konkurencja        | Złoto               | Wynik  | Srebro                  | Wynik  | Brąz                   | Wynik  |
| Mężczyźni          |                     |        |                         |        |                        |        |
| Jazda po muldach   | Mikaël Kingsbury    | 86,63  | Matt Graham             | 82,57  | Daichi Hara            | 82,19  |
| Skoki akrobatyczne | Ołeksandr Abramenko | 128,51 | Jia Zongyang            | 128,05 | Ilja Burow             | 122,17 |
| Slopestyle         | Øystein Bråten      | 95,00  | Nicholas Goepper        | 93,60  | Alex Beaulieu-Marchand | 92,40  |
| Halfpipe           | David Wise          | 97,20  | Alex Ferreira           | 96,40  | Nico Porteous          | 94,80  |
| Skicross           | Brady Leman         |        | Marc Bischofberger      |        | Siergiej Ridzik        |        |
| Kobiety            |                     |        |                         |        |                        |        |
| Jazda po muldach   | Perrine Laffont     | 78,65  | Justine Dufour-Lapointe | 78,56  | Julija Gałyszewa       | 77,40  |
| Skoki akrobatyczne | Hanna Huśkowa       | 96,14  | Zhang Xin               | 95,52  | Kong Fanyu             | 70,14  |
| Slopestyle         | Sarah Höfflin       | 91,20  | Mathilde Gremaud        | 88,00  | Isabel Atkin           | 84,60  |
| Halfpipe           | Cassie Sharpe       | 95,80  | Marie Martinod          | 92,60  | Brita Sigourney        | 91,60  |
| Skicross           | Kelsey Serwa        |        | Brittany Phelan         |        | Fanny Smith            |        |

## Wyniki

### Kobiety

#### Jazda po muldach
| Miejsce | Zawodniczka             | Reprezentacja | Wynik |
| ------- | ----------------------- | ------------- | ----- |
| złoto   | Perrine Laffont         | Francja       | 78,65 |
| srebro  | Justine Dufour-Lapointe | Kanada        | 78,56 |
| brąz    | Julija Gałyszewa        | Kazachstan    | 77,40 |
| 4.      | Jakara Anthony          | Australia     | 75,35 |
| 5.      | Britteny Cox            | Australia     | 75,08 |
| 6.      | Andi Naude              | Kanada        | DNF   |

#### Skoki akrobatyczne
| Pozycja | Nr | Zawodniczka   | Reprezentacja            | Wynik |
| ------- | -- | ------------- | ------------------------ | ----- |
| złoto   | 2  | Hanna Huśkowa | Białoruś                 | 96,14 |
| srebro  | 29 | Zhang Xin     | Chińska Republika Ludowa | 95,52 |
| brąz    | 12 | Kong Fanyu    | Chińska Republika Ludowa | 70,14 |
| 4.      | 11 | Ałła Cuper    | Białoruś                 | 59,94 |
| 5.      | 7  | Laura Peel    | Australia                | 55,34 |
| 6.      | 17 | Madison Olsen | Stany Zjednoczone        | 47,23 |

#### Slopestyle
| Pozycja | Nr | Zawodniczka      | Reprezentacja     | Zjazdy | Zjazdy | Zjazdy | Najlepszy |
| Pozycja | Nr | Zawodniczka      | Reprezentacja     | 1      | 2      | 3      | Najlepszy |
| ------- | -- | ---------------- | ----------------- | ------ | ------ | ------ | --------- |
| złoto   | 10 | Sarah Höfflin    | Szwajcaria        | 83,80  | 27,80  | 91,20  | 91,20     |
| srebro  | 23 | Mathilde Gremaud | Szwajcaria        | 88,00  | 29,40  | 29,40  | 88,00     |
| brąz    | 12 | Isabel Atkin     | Wielka Brytania   | 68,40  | 79,40  | 84,60  | 84,60     |
| 4.      | 7  | Maggie Voisin    | Stany Zjednoczone | 26,40  | 37,60  | 81,20  | 81,20     |
| 5.      | 3  | Johanne Killi    | Norwegia          | 10,20  | 76,80  | 54,40  | 76,80     |
| 6.      | 15 | Yuki Tsubota     | Kanada            | 74,40  | 26,40  | 40,40  | 74,40     |

#### Halfpipe
| Pozycja | Nr | Zawodniczka        | Reprezentacja     | Zjazdy | Zjazdy | Zjazdy | Najlepszy |
| Pozycja | Nr | Zawodniczka        | Reprezentacja     | 1      | 2      | 3      | Najlepszy |
| ------- | -- | ------------------ | ----------------- | ------ | ------ | ------ | --------- |
| złoto   | 3  | Cassie Sharpe      | Kanada            | 94,40  | 95,80  | 42,00  | 95,80     |
| srebro  | 7  | Marie Martinod     | Francja           | 92,20  | 92,60  | 23,20  | 92,60     |
| brąz    | 1  | Brita Sigourney    | Stany Zjednoczone | 89,80  | 88,60  | 91,60  | 91,60     |
| 4.      | 6  | Annalisa Drew      | Stany Zjednoczone | 86,80  | 73,00  | 90,80  | 90,80     |
| 5.      | 13 | Ayana Onozuka      | Japonia           | 50,80  | 77,20  | 82,20  | 82,20     |
| 6.      | 8  | Walerija Diemidowa | Sportowcy z Rosji | 79,00  | 80,60  | 77,60  | 80,60     |

#### Skicross
| Pozycja | Nr | Zawodniczka     | Reprezentacja |
| ------- | -- | --------------- | ------------- |
| złoto   | 2  | Kelsey Serwa    | Kanada        |
| srebro  | 3  | Brittany Phelan | Kanada        |
| brąz    | 5  | Fanny Smith     | Szwajcaria    |
| 4.      | 4  | Sandra Näslund  | Szwecja       |

### Mężczyźni

#### Jazda po muldach
| Miejsce | Zawodniczka         | Reprezentacja     | Wynik |
| ------- | ------------------- | ----------------- | ----- |
| złoto   | Mikaël Kingsbury    | Kanada            | 86,63 |
| srebro  | Matt Graham         | Australia         | 82,57 |
| brąz    | Daichi Hara         | Japonia           | 82,19 |
| 4.      | Marc-Antoine Gagnon | Kanada            | 77,02 |
| 5.      | Casey Andringa      | Stany Zjednoczone | 75,50 |
| 6.      | Vinjar Slåtten      | Norwegia          | 33,61 |

#### Skoki akrobatyczne
| Pozycja | Nr | Zawodnik             | Reprezentacja            | Wynik  |
| ------- | -- | -------------------- | ------------------------ | ------ |
| złoto   | 6  | Ołeksandr Abramenko  | Ukraina                  | 128,51 |
| srebro  | 2  | Jia Zongyang         | Chińska Republika Ludowa | 128,05 |
| brąz    | 7  | Ilja Burow           | Sportowcy z Rosji        | 122,17 |
| 4.      | 16 | Pawieł Krotow        | Sportowcy z Rosji        | 103,17 |
| 5.      | 8  | Olivier Rochon       | Kanada                   | 98,11  |
| 6.      | 15 | Stanisłau Hładczenko | Białoruś                 | 92,61  |

#### Slopestyle
| Pozycja | Nr | Zawodnik               | Reprezentacja     | Zjazdy | Zjazdy | Zjazdy | Najlepszy |
| Pozycja | Nr | Zawodnik               | Reprezentacja     | 1      | 2      | 3      | Najlepszy |
| ------- | -- | ---------------------- | ----------------- | ------ | ------ | ------ | --------- |
| złoto   | 2  | Øystein Bråten         | Norwegia          | 95,00  | 46,40  | 24,00  | 95,00     |
| srebro  | 12 | Nicholas Goepper       | Stany Zjednoczone | 59,00  | 69,00  | 93,60  | 93,60     |
| brąz    | 28 | Alex Beaulieu-Marchand | Kanada            | 81,60  | 92,40  | 82,40  | 92,40     |
| 4.      | 6  | James Woods            | Wielka Brytania   | 29,20  | 91,00  | 90,00  | 91,00     |
| 5.      | 7  | Teal Harle             | Kanada            | 22,80  | 25,60  | 90,00  | 90,00     |
| 6.      | 5  | Evan McEachran         | Kanada            | 89,40  | 4,40   | 32,60  | 89,40     |

#### Halfpipe
| Pozycja | Nr | Zawodnik         | Reprezentacja     | Zjazdy | Zjazdy | Zjazdy | Najlepszy |
| Pozycja | Nr | Zawodnik         | Reprezentacja     | 1      | 2      | 3      | Najlepszy |
| ------- | -- | ---------------- | ----------------- | ------ | ------ | ------ | --------- |
| złoto   | 2  | David Wise       | Stany Zjednoczone | 17,00  | 6,40   | 97,20  | 97,20     |
| srebro  | 1  | Alex Ferreira    | Stany Zjednoczone | 92,60  | 96,00  | 96,40  | 96,40     |
| brąz    | 15 | Nico Porteous    | Nowa Zelandia     | 82,40  | 94,80  | 30,00  | 94,80     |
| 4.      | 16 | Beau-James Wells | Nowa Zelandia     | 87,40  | 52,20  | 91,60  | 91,60     |
| 5.      | 6  | Noah Bowman      | Kanada            | 89,40  | 19,20  | 11,20  | 89,40     |
| 6.      | 9  | Micheal Riddle   | Kanada            | 85,40  | 26,00  | 27,40  | 85,40     |

#### Skicross
| Pozycja | Nr | Zawodnik           | Reprezentacja     |
| ------- | -- | ------------------ | ----------------- |
| złoto   | 8  | Brady Leman        | Kanada            |
| srebro  | 9  | Marc Bischofberger | Szwajcaria        |
| brąz    | 2  | Siergiej Ridzik    | Sportowcy z Rosji |
| 4.      | 3  | Kevin Drury        | Kanada            |

## Klasyfikacja medalowa
| Miejsce | Państwo                      | złoto | srebro | brąz | Razem |
| ------- | ---------------------------- | ----- | ------ | ---- | ----- |
| 1.      | Kanada                       | 4     | 2      | 1    | 7     |
| 2.      | Stany Zjednoczone            | 1     | 2      | 1    | 4     |
| 2.      | Szwajcaria                   | 1     | 2      | 1    | 4     |
| 4.      | Francja                      | 1     | 1      | 0    | 2     |
| 5.      | Norwegia                     | 1     | 0      | 0    | 1     |
| 5.      | Ukraina                      | 1     | 0      | 0    | 1     |
| 5.      | Białoruś                     | 1     | 0      | 0    | 1     |
| 8.      | Chiny                        | 0     | 2      | 1    | 3     |
| 9.      | Australia                    | 0     | 1      | 0    | 1     |
| 10.     | Olimpijscy sportowcy z Rosji | 0     | 0      | 2    | 2     |
| 11.     | Japonia                      | 0     | 0      | 1    | 1     |
| 11.     | Kazachstan                   | 0     | 0      | 1    | 1     |
| 11.     | Wielka Brytania              | 0     | 0      | 1    | 1     |
| 11.     | Nowa Zelandia                | 0     | 0      | 1    | 1     |